# Domenico Caloyera
Domenico Caloyera (Istanbul, 15 luglio 1915 – Aosta, 7 agosto 2007) è stato un arcivescovo cattolico italiano.

## Biografia
Domenico Caloyera nacque a Istanbul il 15 luglio 1915 in una famiglia molto religiosa. Anche un suo fratello, Giorgio (1920-2010), entrò nell'ordine domenicano. Un altro fratello era gesuita, mentre una delle sue cinque sorelle era una religiosa in Francia.

### Formazione e ministero sacerdotale
Dopo gli studi elementari nella scuola "Saint Pierre", accanto al convento domenicano di Istanbul, fu inviato in Italia per continuare gli studi nelle varie istituzioni della provincia domenicana di san Pietro martire. Il 9 ottobre 1932 a Chieri vestì l'abito domenicano e compì il noviziato. Dopo gli studi filosofici a Chieri e teologici a Torino, il 10 ottobre 1936 emise la professione solenne.
Il 16 luglio 1939 fu ordinato presbitero. Dopo la permanenza in alcuni conventi italiani, con molti incarichi, tra cui il superiorato a Carmagnola dal 1945, nel 1948 ritornò nella sua Istanbul come economo e superiore, dal 1953, della comunità dei santi Pietro e Paolo in Galata. Durante il suo mandato si impegnò a riorganizzare le istituzioni cattoliche della parrocchia facendo costruire un nuovo edificio per alloggiare le famiglie cattoliche. Fu il fondatore della Caritas turca.
In questo periodo iniziò il suo impegno presso i cattolici di rito bizantino: fu infatti consigliere amministrativo di Dionisio Leonida Varouhas, esarca apostolico. Il 27 maggio 1955 venne nominato amministratore apostolico sede plena di Costantinopoli dei Greci. Il 28 gennaio 1957, giorno della morte di monsignor Varouhas, rimase amministratore apostolico della medesima sede. In seguito trascorse un periodo in Italia come responsabile dei seminari di rito bizantino.

### Ministero episcopale
Il 7 dicembre 1978 papa Giovanni Paolo II lo nominò arcivescovo metropolita di Smirne. Ricevette l'ordinazione episcopale il 10 febbraio successivo dal cardinale Paul-Pierre Philippe, prefetto della Congregazione per le Chiese orientali, coconsacranti l'arcivescovo metropolita di Siena Ismaele Mario Castellano e l'arcivescovo Jean Jérôme Hamer, segretario della Congregazione per la dottrina della fede.
Il 22 gennaio 1983 papa Giovanni Paolo II accettò la sua rinuncia al governo pastorale dell'arcidiocesi per motivi di salute. Si trasferì a Roma per assumere l'incarico di vicario coadiutore del cardinale arciprete della basilica di santa Maria Maggiore e custode della Sacra Culla di Gesù Bambino. Predicatore entusiasta, tenne numerose conferenze, quaresimali, novene, missioni, esercizi spirituali e accompagnò diversi pellegrinaggi. In seguito divenne decano dei canonici del reverendo capitolo liberiano della basilica di santa Maria Maggiore. Nel febbraio 1997 presiedette una messa da requiem per il cardinale Ugo Poletti, già vicario di Sua Santità per la diocesi di Roma e arciprete della basilica di santa Maria Maggiore, prima della sepoltura nella cappella di Santa Lucia.
Mentre si trovava in vacanza in Val d'Aosta venne colto da un malore improvviso. Ricoverato all'ospedale di Aosta morì all'alba del 7 agosto 2007, tra la festività della Madonna della Neve, titolo della basilica di santa Maria Maggiore, e la festività di san Domenico di Guzmán. Le esequie si tennero il 10 agosto nella basilica di santa Maria Maggiore e furono presiedute dal cardinale arciprete Bernard Francis Law. Al termine del rito fu sepolto in una cappella laterale dello stesso edificio.

## Genealogia episcopale
La genealogia episcopale è:
- Cardinale Scipione Rebiba
- Cardinale Giulio Antonio Santori
- Cardinale Girolamo Bernerio, O.P.
- Arcivescovo Galeazzo Sanvitale
- Cardinale Ludovico Ludovisi
- Cardinale Luigi Caetani
- Cardinale Ulderico Carpegna
- Cardinale Paluzzo Paluzzi Altieri degli Albertoni
- Papa Benedetto XIII
- Papa Benedetto XIV
- Papa Clemente XIII
- Cardinale Bernardino Giraud
- Cardinale Alessandro Mattei
- Cardinale Pietro Francesco Galleffi
- Cardinale Filippo de Angelis
- Cardinale Amilcare Malagola
- Cardinale Giovanni Tacci Porcelli
- Papa Giovanni XXIII
- Cardinale Paul-Pierre Philippe, O.P.
- Arcivescovo Domenico Caloyera, O.P.